# 西川義方
西川 義方（にしかわ よしかた、1880年6月28日 - 1968年8月27日）は、日本の医師、内科学者。
和歌山県出身。東京帝国大学医学部卒。日本医学専門学校教授、東京医科大学教授。1919年宮内省侍医として大正天皇を診た。1922年の主著「内科診療の実際」はロングセラーとなった。温泉に関する随筆でも知られ、短歌も詠んだ。

## 著書
- 結核早期診断法 爾見淳太郎共編 半田屋医籍 明41.7
- 内科診療ノ実際 南山堂書店 1922
- 花橘 歌集 私家版、1924
- 救護第一線 南山堂書店 1924 (少年団日本聯盟叢書)
- 肺病全治への早道 家庭医学社 1930
- 強肺健康法 主婦之友社 1931
- 欧洲医学遍路 診断と治療社出版部 1932
- 温泉と健康 南山堂書店 1932.7
- 縦と横 三省堂 1934
- 看護の実際 南山堂 1935
- 澄心記 人文書院 1937
- 温泉須知 診断と治療社出版部 1937
- 温泉読本 実業之日本社 1928
- 随筆炉ばた 創元社 1940
- 随筆雲と水 創元社 1941
- 水  朝日新聞社 1942 (朝日新選書)
- 健康礼讃 日本青年教育会出版部 1942
- 科学の匂 六興商会出版部 1943
- 温泉言志 人文書院 1943
- 厚生温泉学 南山堂 1944
- 表解内科学 総論篇 東洋書館 1947
- イモの栄養と調理 東洋書館 1947
- 肺結核の家庭療法 家庭社 1948
- 侍医三十年 大日本雄弁会講談社 1952
- 家庭療法全書 主婦之友社 1953

## 栄典
- 1940年（昭和15年）8月15日 - 紀元二千六百年祝典記念章[1]

## 参考
- 日本人名大事典